# Livia Leu Agosti
 (avril 2025).
Vous lisez un « bon article » labellisé en 2021.
Livia Leu Agosti (prononcé en français : /livja lø aɡɔsti/ ; en allemand : /ˈlɪvja lɔʏ agɔˈsti/), née en 1961 à Zurich, est une haute fonctionnaire et diplomate suisse.
Elle obtient sa licence en droit en 1986, puis son brevet d'avocate en 1989. La même année, elle entre au Département fédéral des affaires étrangères, où elle occupe diverses fonctions avant d'arriver à la tête de la Division politique II en 2006. Elle est la première (et depuis unique) femme nommée ambassadrice de Suisse en Iran, fonction qu'elle occupe de 2009 à 2013. Elle retourne à Berne après être nommée déléguée du Conseil fédéral aux accords commerciaux, fonction rattachée auprès du Secrétariat d'État à l'économie (SECO) de 2013 à 2018. En 2018, elle est la première femme nommée ambassadrice de Suisse en France, fonction qu'elle occupe jusqu'en octobre 2020.
Elle succède à Roberto Balzaretti à la tête de la Direction des affaires européennes le 14 octobre 2020, date à laquelle elle devient également négociatrice en chef avec l'Union européenne. Depuis le 1er janvier 2021, elle est secrétaire d'État au Département fédéral des affaires étrangères (autrement dit, cheffe des diplomates suisses).

## Jeunesse et formation

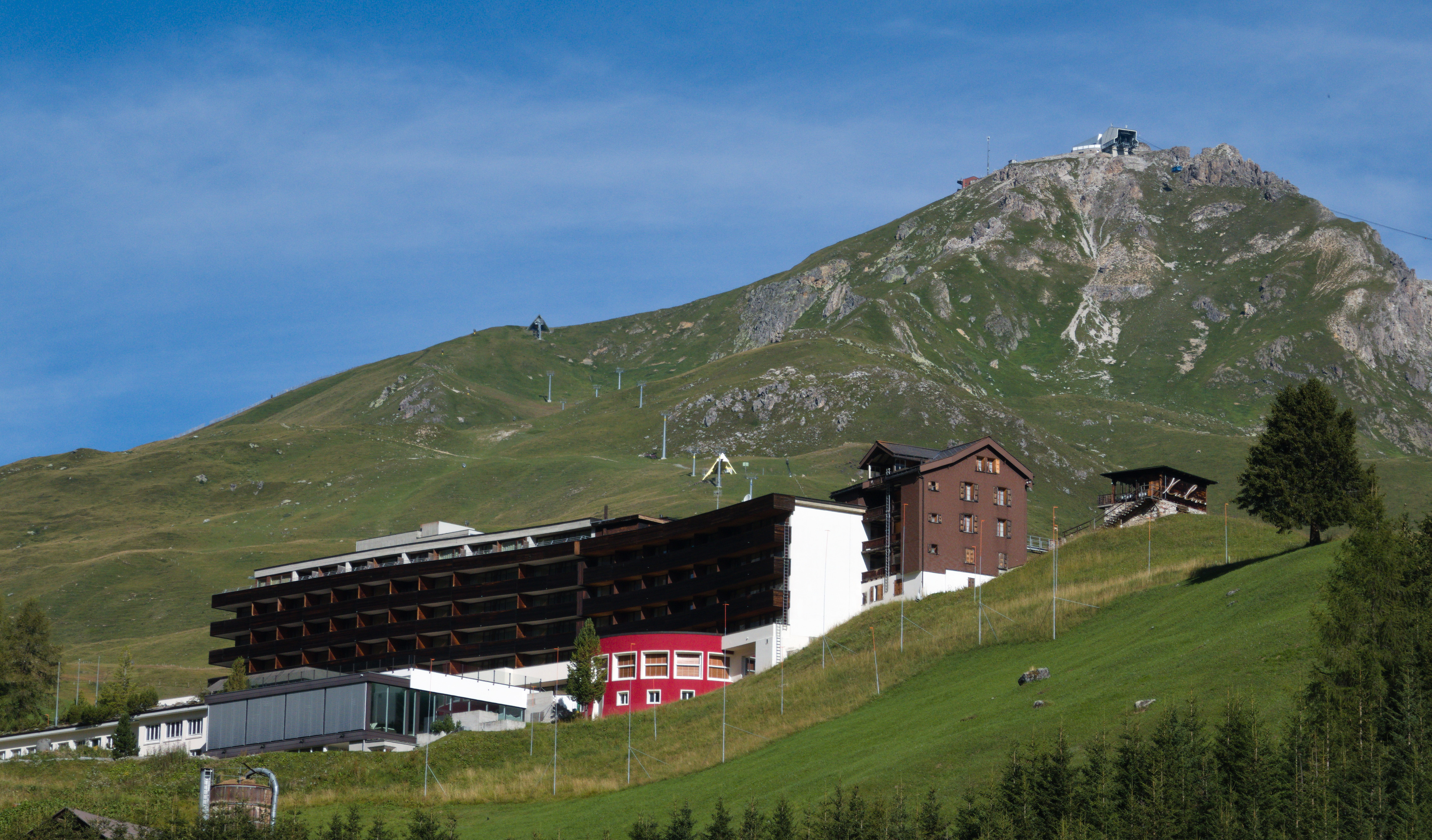
L'Hôtel Kulm, à Arosa, dans les Grisons, que les parents de Leu gèrent pendant sa jeunesse.

Livia Leu est née à Zurich en 1961. Originaire de la même ville et de Trun, elle est issue d'une famille d'hôteliers. Ses parents Hans (décédé en 2017) et Annelise gèrent l'Hôtel Kulm, dans la station touristique d'Arosa, dans le canton des Grisons, où elle grandit. Elle étudie le droit à Zurich et à Lausanne et obtient sa licence en 1986. Après un stage de trois mois au tribunal de district de Horgen, elle décroche par la suite son brevet d'avocate en 1989,.

## Carrière professionnelle
Elle entre au Département fédéral des affaires étrangères (DFAE) en 1989, où elle est l'une des deux seules femmes sur les treize diplomates de sa volée,. Dans le cadre de sa formation diplomatique, elle suit des cours à l'Institut universitaire de hautes études internationales à Genève.

### Début de carrière

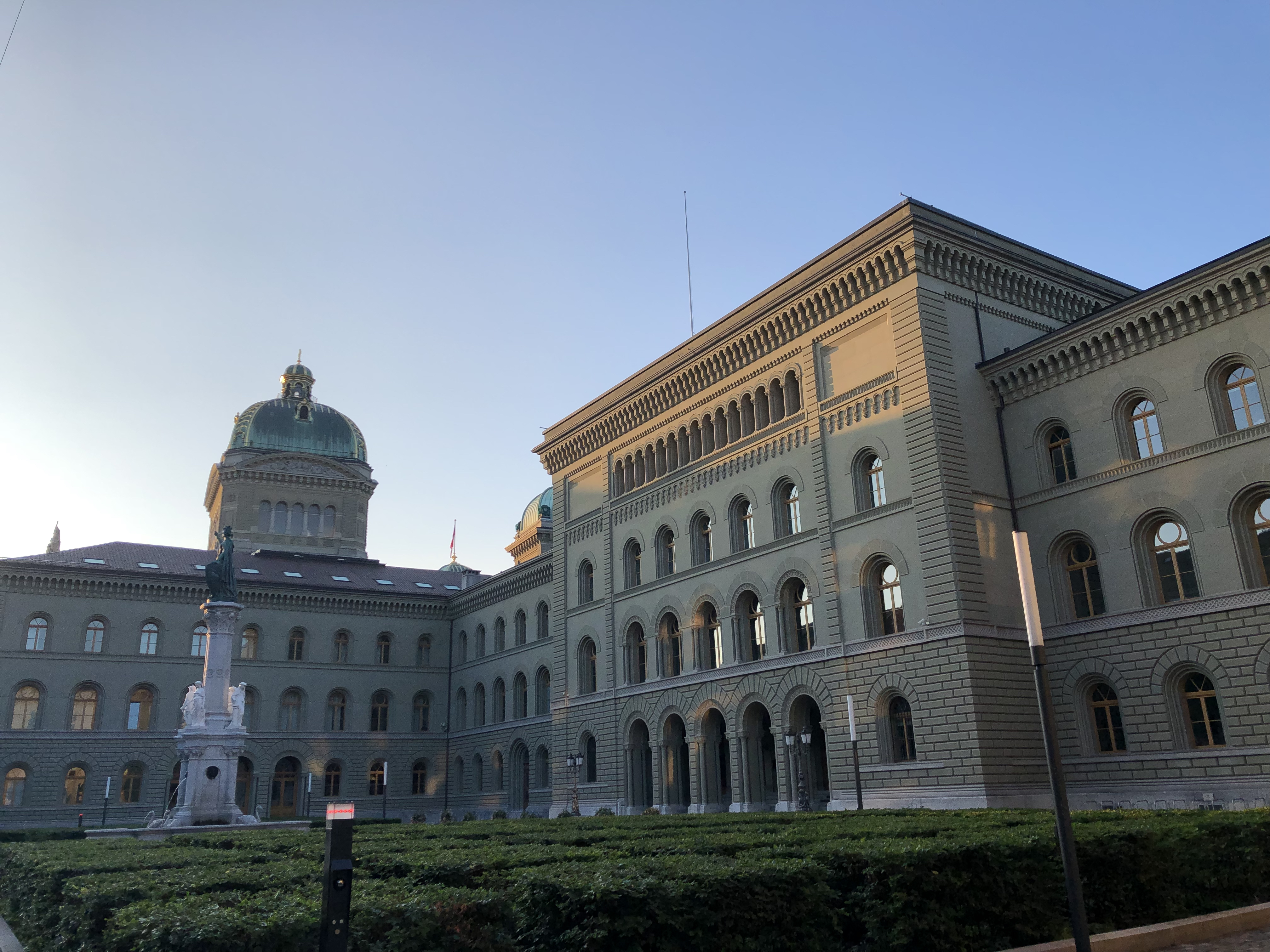
Le Palais fédéral Ouest (Bundeshaus West), siège principal du Département fédéral des affaires étrangères à Berne.

Elle effectue également son stage diplomatique en 1989 et 1990 à l'ambassade de Suisse à Paris. Une fois le concours diplomatique réussi, elle travaille trois ans à la section des Nations unies à la Centrale à Berne. En 1994, elle part en poste à la mission de la Suisse auprès des Nations Unies à New York,, alors que la Suisse n'est pas membre des Nations unies à ce moment.
En 2000, elle est conseillère d'ambassade au Caire et remplaçante du chef de mission,,.
Leu rentre à la Centrale à Berne en 2002, pour intégrer la Division politique II (d'abord la section Amériques), puis est cheffe suppléante entre 2004 et 2006 (pour l'Afrique et le Moyen-Orient). Elle coordonne ainsi la politique étrangère suisse dans ces deux régions. Dans ce cadre, Leu négocie directement avec le ministre iranien des affaires étrangères Manoutchehr Mottaki à Charm el-Cheikh,, en vue de la conclusion de l'accord de 2007 entre l'Iran et l'Agence internationale de l'énergie atomique.
À partir de 2006, elle est à la tête de la Division politique II, poste pour lequel elle reçoit du Conseil fédéral le titre d'ambassadrice. Elle accompagne sa cheffe, la conseillère fédérale Micheline Calmy-Rey, à Téhéran lors de sa visite en 2008.
En 2006, elle participe à la création de l'Association des femmes diplomates. Après un mandat de quatre ans en Égypte, elle prend un congé sabbatique d'un an à Los Angeles.

### Ambassadrice de Suisse en Iran
En juillet 2008, les premiers bruits circulant dans la presse indiquent que Livia Leu Agosti sera nommée ambassadrice de Suisse en Iran.

#### Nomination

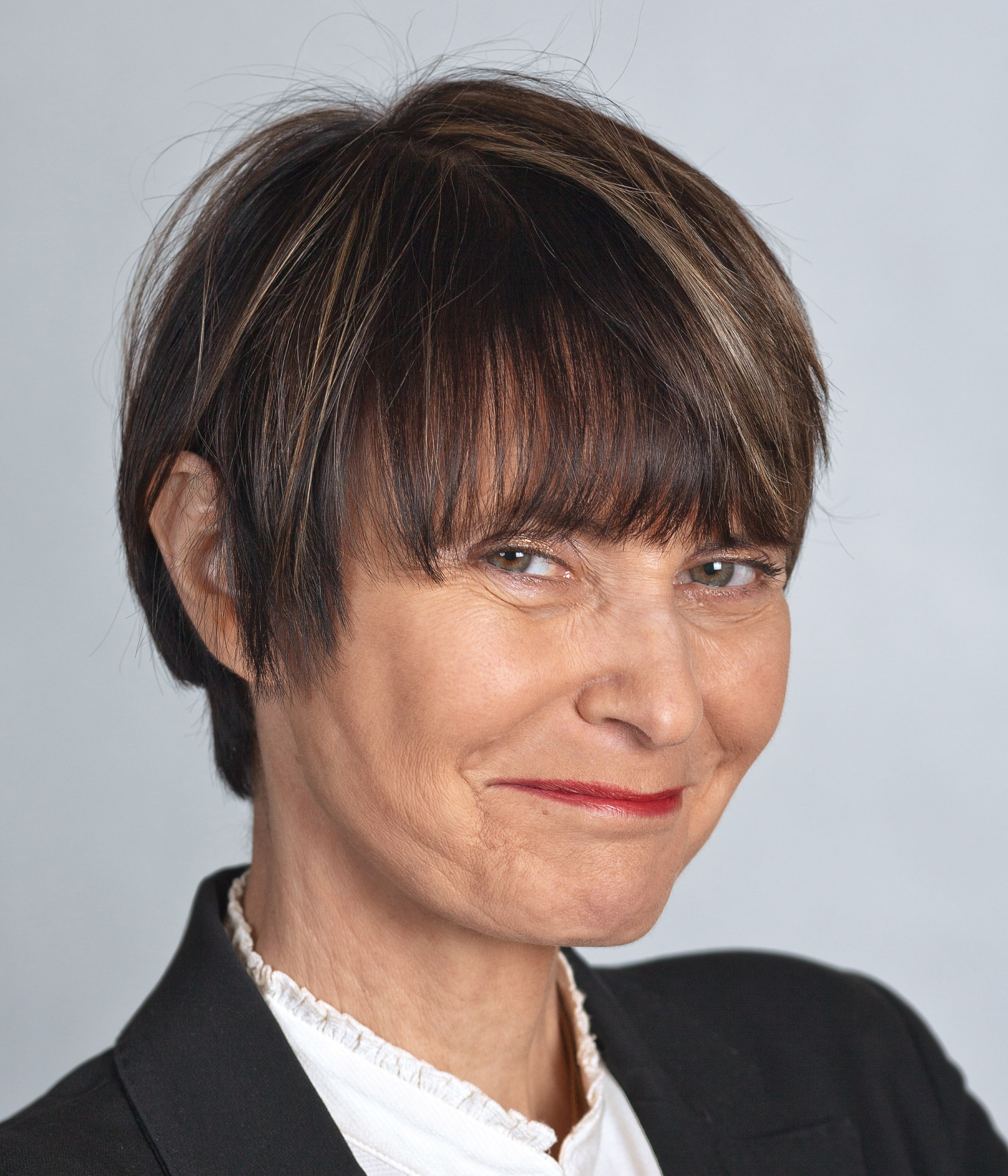
Micheline Calmy-Rey, conseillère fédérale et cheffe du Département fédéral des affaires étrangères, ayant proposé Leu au poste d'ambassadrice en Iran.

En septembre 2008, la cheffe du Département fédéral des affaires étrangères Micheline Calmy-Rey, sur conseil de Michael Ambühl, secrétaire d'État à ce moment, propose Leu pour remplacer Philippe Welti, ambassadeur de Suisse en Iran depuis août 2004.
Sa nomination est entérinée par le Conseil fédéral. Leu affirme qu'elle est surprise de cette nomination par sa ministre de tutelle, car il s'agit de sa première nomination en tant que cheffe de mission,. Leu Agosti devient ainsi la cheffe d'une des ambassades les plus intéressantes que le réseau extérieur de la diplomatie suisse ait à offrir,, en particulier à cause des enjeux géostratégiques liés à l'Iran et la représentation des intérêts américains auprès de la République des mollahs. Contrairement à son prédécesseur, toute la famille de Leu (son mari Donat Agosti et ses enfants âgés de six et neuf ans à ce moment,,) suivent cette dernière à Elahieh, quartier de Téhéran où se trouve l'ambassade de Suisse.
Un article du Guardian de 2009 affirme que Leu Agosti serait la première femme nommée à la tête d'une ambassade auprès de la République islamique. Cette information est relativisée par Leu dès sa nomination en 2008 (et par la suite aussi en 2013), car l'ambassade du Sierra Leone à Téhéran est déjà dirigée par une femme au moment de l'arrivée de Leu Agosti,. Elle est toutefois la seule femme ambassadrice en poste lors de sa prise de fonction, l'ambassadrice sierraléonaise ayant terminé son mandat peu de temps avant que Leu commence le sien.
Selon la journaliste Esther Girsberger, écrivant dans la Schweiz am Wochenende, les circonstances de la nomination de Leu Agosti sortent de l'ordinaire pour deux raisons. D'une part, la nomination de Leu Agosti fait l'objet d'une discussion au Conseil fédéral, alors que cela n'est pratiquement jamais le cas. D'autre part, l'agrément, à savoir l'approbation de la nomination par l'État-hôte (en l'occurrence l'Iran), est octroyé plus rapidement à Leu que pour d'autres diplomates. Leu affirme que l'agrément arrive après seulement six semaines, alors que la procédure prend normalement deux mois,,.

#### Question du voile

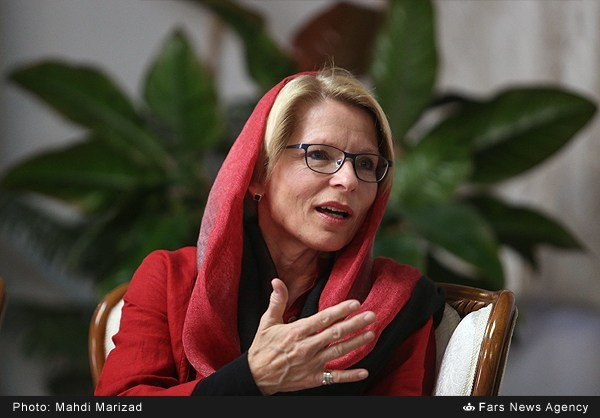
Leu en 2016.

Le droit iranien disposant que les femmes sont obligées de porter en public un voile leur couvrant les cheveux, Leu Agosti est donc assujettie à cette obligation. Après que le DFAE a confirmé que Leu respecterait cette disposition, plusieurs personnalités politiques suisses conservatrices réagissent négativement. Le conseiller national UDC Walter Wobmann considère qu'il est impensable qu'une ambassadrice suisse se voile et considère la nomination de Leu Agosti comme une provocation de la part de Calmy-Rey ; son collègue Ernst Schibli voit le tout comme un scandale. Marianne Binder, alors porte-parole du Parti démocrate-chrétien, prend la nomination comme un affront aux femmes en Occident qui se battent pour l'égalité des sexes,. Christoph Mörgeli considère comme absurde le fait qu'une diplomate suisse doive « se soumettre aux contraintes islamiques ». Mais Leu considère cette obligation comme un point secondaire par rapport aux opportunités qu'offre le poste en Iran et à la mise en avant de son rôle en tant que femme,,, et y voit aussi une obligation des diplomates de se conformer aux prescriptions légales en vigueur dans leur pays d'accueil, y compris d'un point de vue vestimentaire.
De l'autre côté, le socialiste Jean Ziegler salue la nomination de Leu ; il qualifie la Grisonne de sage et intelligente,, tout comme le Tages-Anzeiger, y voyant un signal fort pour les femmes, opinion partagée par la conseillère nationale socialiste Jacqueline Fehr. Même l'ambassadeur des États-Unis à Berne à ce moment, Peter Coneway, affirme que c'est une décision intelligente. De son propre aveu, après être rentrée à Berne, Leu considère les Iraniens comme « pas très regardants sur le voile : ils acceptaient tout à fait que mes cheveux soient bien visibles ».

#### Activités en Iran

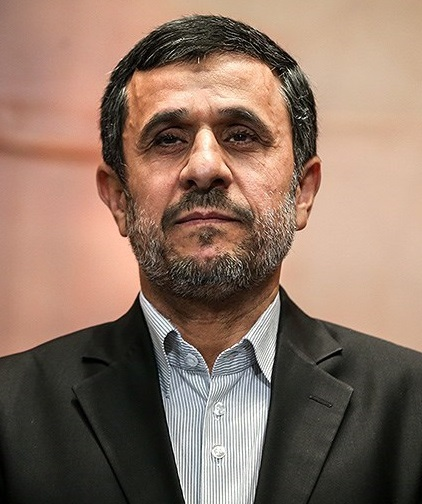
Mahmoud Ahmadinejad, président iranien lors du mandat de Leu en Iran.

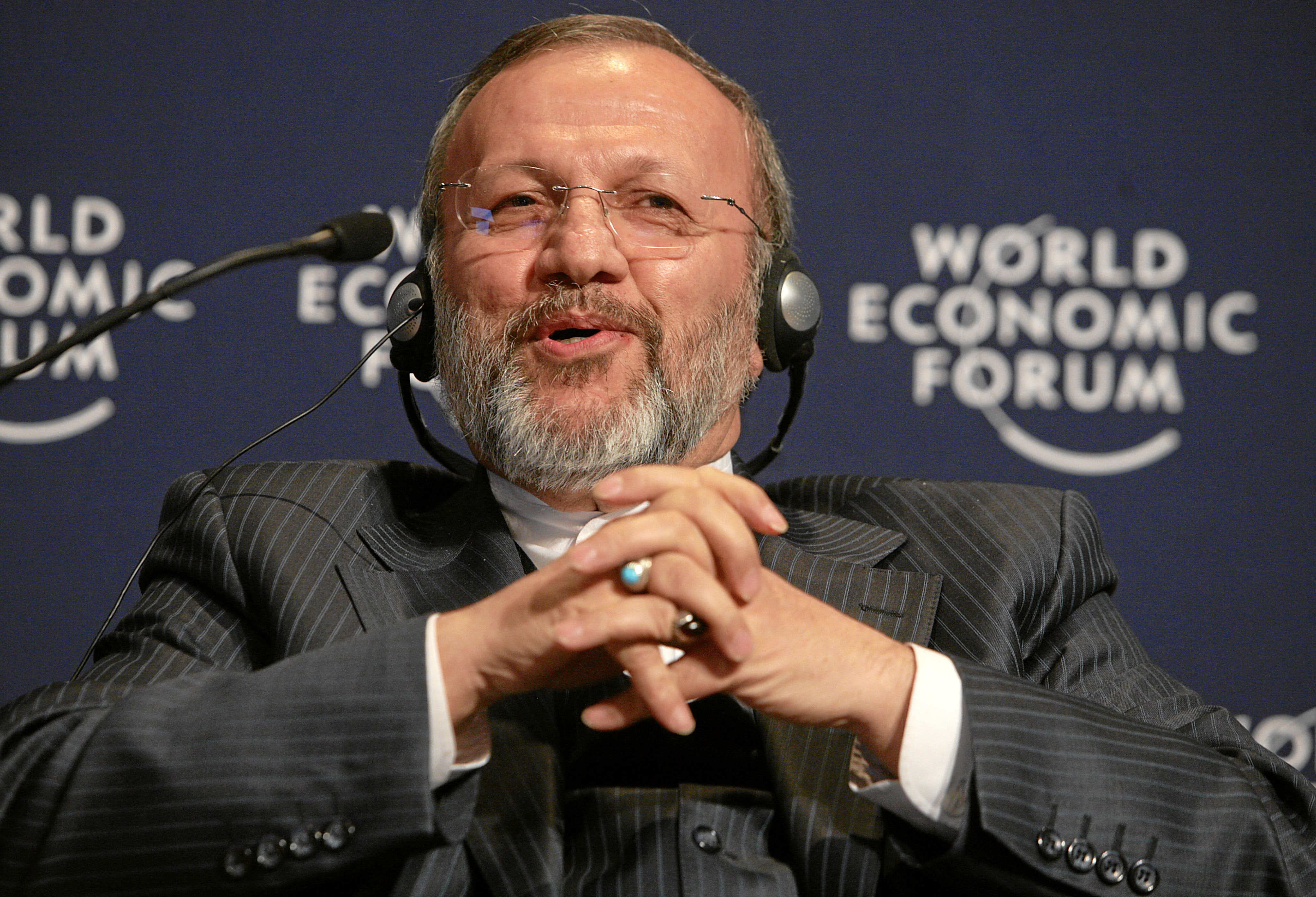
Manoutchehr Mottaki, ministre iranien des affaires étrangères lors de l'entrée en fonction de Leu Agosti (ici au Forum économique mondial de Davos en 2008).

Elle entre en fonction le 1er janvier 2009,, mais n'arrive à Téhéran que le 5 janvier 2009 pour prendre la direction de l'ambassade composée d'une trentaine de collaborateurs, dont beaucoup de locaux iraniens. À peine une semaine après son arrivée au pays des mollahs, elle est reçue par le ministre des affaires étrangères de l'époque, Manoutchehr Mottaki, qu'elle connaît déjà des négociations sur le nucléaire iranien. Elle est reçue un mois plus tard, le 5 février 2009, par le président iranien de l'époque, Mahmoud Ahmadinejad, pour la remise de ses lettres de créance,,. L'entretien qui s'ensuit, prévu pour seulement 20 minutes, dure presque une heure, pendant laquelle la diplomate suisse a l'occasion de prendre note des requêtes et attentes du chef d'État iranien en ce qui concerne les rapports que celui-ci veut avoir avec les Américains.
Une de ses premières tâches en tant que représentante de la Suisse est d'expliquer les tenants et aboutissants de la votation sur les minarets. Les confusions culturelles se manifestent aussi dans certains événements mondains liés au métier de diplomate. Lors d'une réception peu après le Nouvel an iranien, à laquelle les conjoints des diplomates sont invités, Leu est mise avec les femmes des ambassadeurs et son mari, Donat Agosti, se retrouve seul dans la salle avec les quelque cent diplomates accrédités auprès de la République islamique. Non sans quelques explications auprès du protocole iranien, elle rejoint son époux et le corps diplomatique présent à Téhéran.
Lors de l'élection présidentielle de 2009, de nombreuses manifestations sanglantes éclatent à Téhéran après que le guide de la Révolution, Ali Khamenei, annonce que le vainqueur est le président sortant Ahmadinejad. Ces manifestations se concentrent entre autres autour des ambassades, dont celle du Royaume-Uni. Les événements poussent l'école allemande à Téhéran, où étudient les enfants de Leu, à avancer d'une semaine les vacances d'été. La famille décide également que Donat Agosti et les enfants partiront en vacances en Suisse plus tôt que prévu. Leu est reçue en octobre 2009, lors d'une visite de courtoisie,, par l'ayatollah Hachemi Rafsandjani (également président de 1989 à 1997 et président du Conseil de discernement depuis 1989), considéré comme une « éminence grise » et membre influent du régime iranien,. La visite ne permet pas toutefois de faire avancer les négociations avec les États-Unis.
En avril 2010, elle rencontre le président du Madjles (le parlement monocaméral iranien), Ali Larijani, visite à la suite de laquelle la présidente du Conseil national de l'époque, la socialiste Pascale Bruderer, est invitée à Téhéran. Cette même année, l'Agence télégraphique suisse rapporte que Leu aurait été arrêtée le 17 juillet lors d'un contrôle routier dans la province du Khorassan septentrional. Leu Agosti conteste toutefois la nature de l'échange avec les forces de l'ordre. Elle affirme auprès de CNN que les policiers du village de Kalaneh-Zamaneh ne l'auraient pas reconnue ; après une coordination avec les services compétents, elle reprend son voyage,.

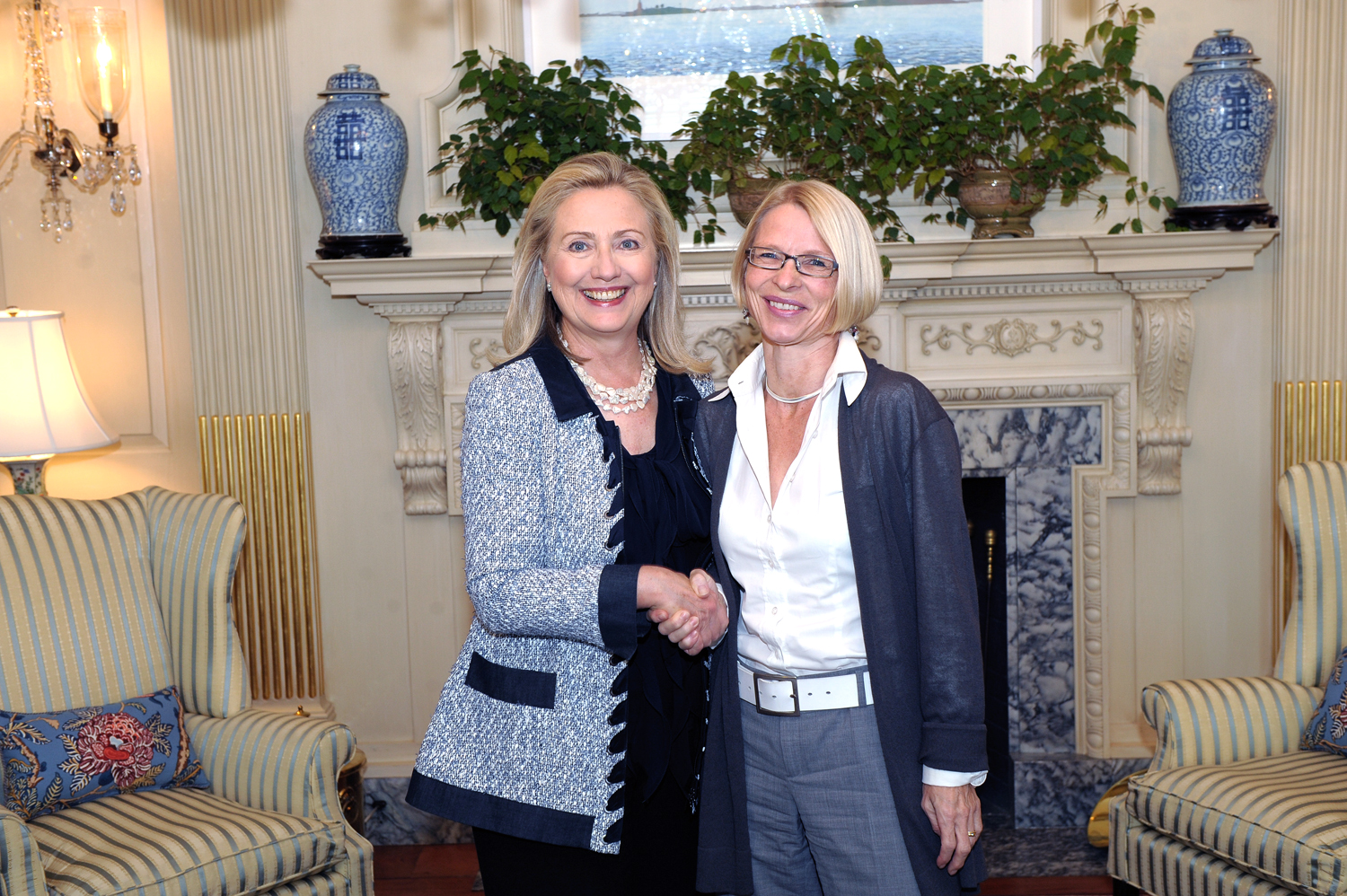
Leu avec Hillary Clinton (à gauche), secrétaire d'État des États-Unis, lors d'une rencontre à Washington en octobre 2011.

Le 12 octobre 2011, les États-Unis accusent l'Iran d'avoir préparé un assassinat contre l'ambassadeur saoudien à Washington, Adel al-Joubeir. Le même jour, les autorités iraniennes convoquent Leu, mais cette dernière se trouve à Washington, où elle rencontre la secrétaire d'État américaine Hillary Clinton. Selon le Blick, Clinton se serait entretenue avec Leu à propos de cette tentative d'assassinat.
En novembre 2011, l'ambassade britannique en Iran est attaquée par des étudiants, mais alors que certains pays européens rappellent leur ambassadeur à Téhéran, Leu n'est pas rappelée à Berne,.
Son mandat à la tête de l'ambassade de Suisse à Téhéran prend fin en été 2013. Elle est remplacée par Giulio Haas, diplomate de carrière, ancien chef de la Division politique V (politiques sectorielles) à Berne et ancien banquier auprès de Notenstein La Roche et de Wegelin & Co.. Elle admet après son retour en Suisse que les relations entre les États-Unis et l'Iran ne se sont pas fondamentalement améliorées entre 2008 et 2013, tout en restant convaincue que la Suisse fournit une plus-value avec ses bons offices.

#### Protection des intérêts américains
À la suite de la révolution iranienne de 1979, les États-Unis et l'Iran n'entretiennent plus de relations diplomatiques. En 1980, la Suisse reprend un mandat global de protection des intérêts diplomatiques et consulaires des États-Unis en Iran, dans le cadre de la politique des bons offices de la Suisse,. L'ambassadeur suisse en poste à Téhéran a donc un rôle de postier diplomatique, transmettant les messages iraniens aux États-Unis (et vice versa), et voyage au moins deux fois par an à Washington pour s'entretenir avec le secrétaire d'État des États-Unis. Pour le volet consulaire, Leu parle de « mini-consulat américain dans l'ambassade suisse ».

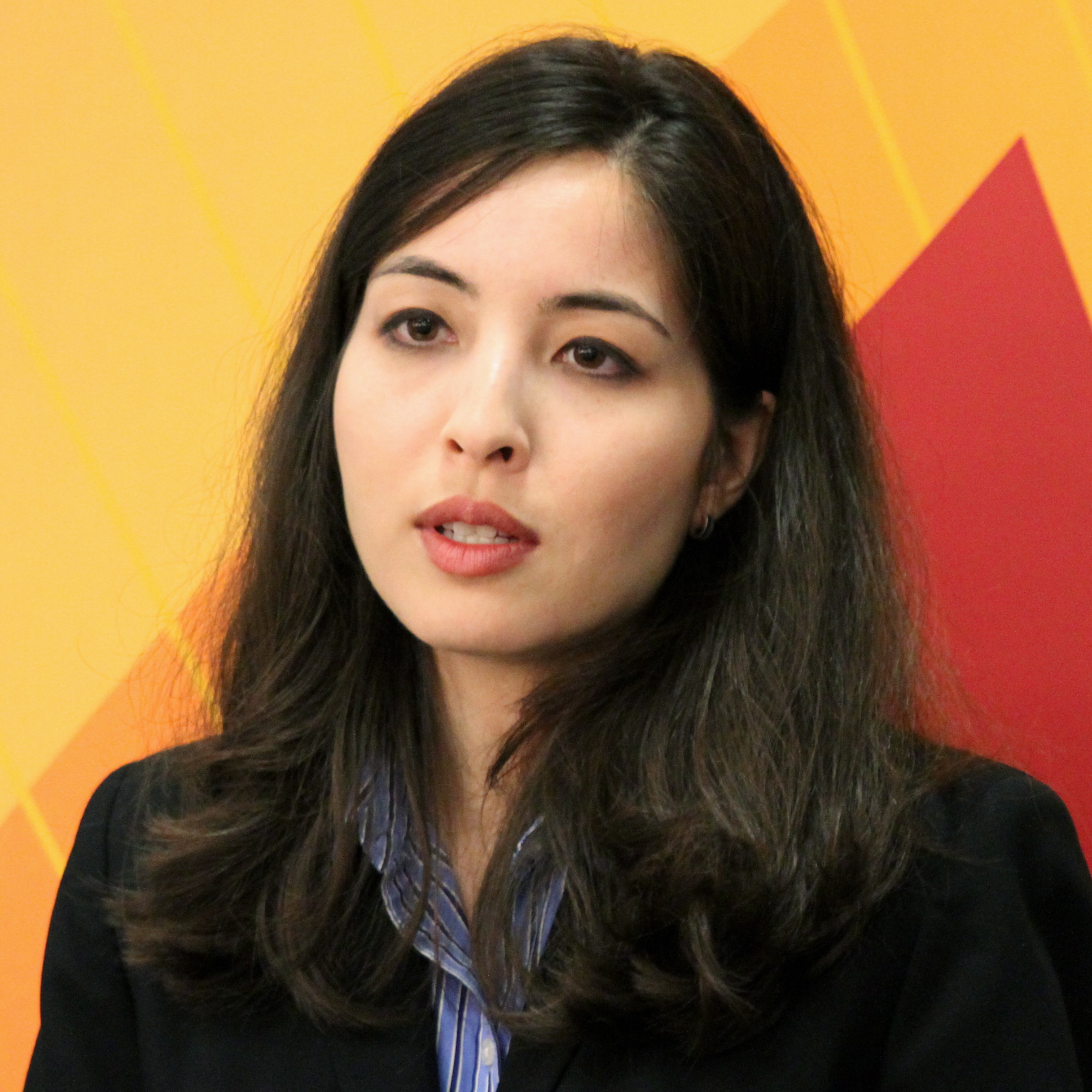
Roxana Saberi, journaliste irano-américaine, arrêtée en Iran et libérée après l'intervention de l'ambassade suisse en Iran en 2009 (ici en 2010).

En 2009, Leu s'engage avec l'ambassade de Suisse, en tant que représentante des intérêts américains en Iran, pour la libération de la journaliste irano-américaine Roxana Saberi, arrêtée en janvier 2009 car accusée d'espionnage pour le compte de Washington,. Leu est informée de l'arrestation de Saberi le 24 février 2009. Cette « épreuve du feu » pour la nouvelle ambassadrice suisse en Iran dure trois mois. Saberi est libérée en mai 2009.
Quelques mois plus tard, un nouveau cas de protection consulaire occupe l'ambassadrice suisse. Trois randonneurs américains sont arrêtés pour franchissement illégal de la frontière entre l'Irak et l'Iran. L'ambassadrice suisse est informée de la situation le 31 juillet 2009 par le ministère iranien des affaires étrangères, mais doit toutefois partir en Suisse pour la conférence annuelle des ambassadeurs suisses à Berne. Leu ne reçoit la confirmation officielle du ministère iranien des affaires étrangères que deux semaines après l'arrestation des Américains. Elle intervient alors, avec l'ambassade d'Oman,, auprès du ministère iranien des affaires étrangères pour exiger leur libération (selon le Tages-Anzeiger même toutes les semaines). Elle rend visite aux détenus à la prison d'Evin deux fois en octobre 2009, où la diplomate a l'occasion de s'enquérir sur leur état de santé et leurs conditions de détention, ; peu après, Leu Agosti informe les autorités suisses et américaines du résultat de ces visites. En mai 2010, les mères des trois randonneurs obtiennent un visa d'entrée pour rendre visite à leurs enfants en Iran. Elles atterrissent le 19 mai 2010 devant un parterre de journalistes à l'aéroport de Téhéran, où les attendent aussi Leu et Christian Winter, chef de la section des intérêts étrangers à l'ambassade de Suisse. Les mères ont la possibilité de voir leurs enfants à l'hôtel où ils séjournent, mais les autorités iraniennes mettent fin de façon inattendue à leur voyage, après deux jours de séjour, alors que le visa obtenu est d'une semaine. L'une des randonneuses, Sarah Shourd, est libérée en mai 2010 pour des raisons de santé, grâce à une caution de libération de 500 000 dollars qu'Oman est prêt à payer . L'Américaine est mise sous la protection du sultanat en septembre de la même année, et peut rentrer aux États-Unis. Les autorités iraniennes refusent à Leu Agosti et à Winter d'assister au procès des deux autres randonneurs en février et juillet 2010. Ceux-ci sont condamnés le 22 août 2010 à trois ans de prison pour franchissement illégal de frontière et cinq ans pour espionnage. Ils sont toutefois libérés le 21 septembre 2011 et rentrent aux États-Unis le 27 septembre.
Selon le Blick, la rencontre avec Clinton aurait aussi permis aux États-Unis de remercier la Suisse pour son engagement dans la protection consulaire des trois randonneurs américains,. En guise de remerciement personnel, l'ambassadrice suisse aurait participé à la cérémonie de mariage de deux des randonneurs en mai 2012 en Californie, selon Tages-Anzeiger et Girsberger ; la participation au mariage aurait été facilitée au détour d'une réunion avec le Council on Foreign Relations. Leu Agosti reçoit aussi une Leadership Award de la part du bureau des affaires consulaires du département d'État des États-Unis en octobre 2011.
En novembre 2013, Leu et le DFAE reçoivent le prix de l'ONG américaine Search for Common Ground pour la libération des trois randonneurs américains,,.

### Déléguée du Conseil fédéral pour les accords commerciaux

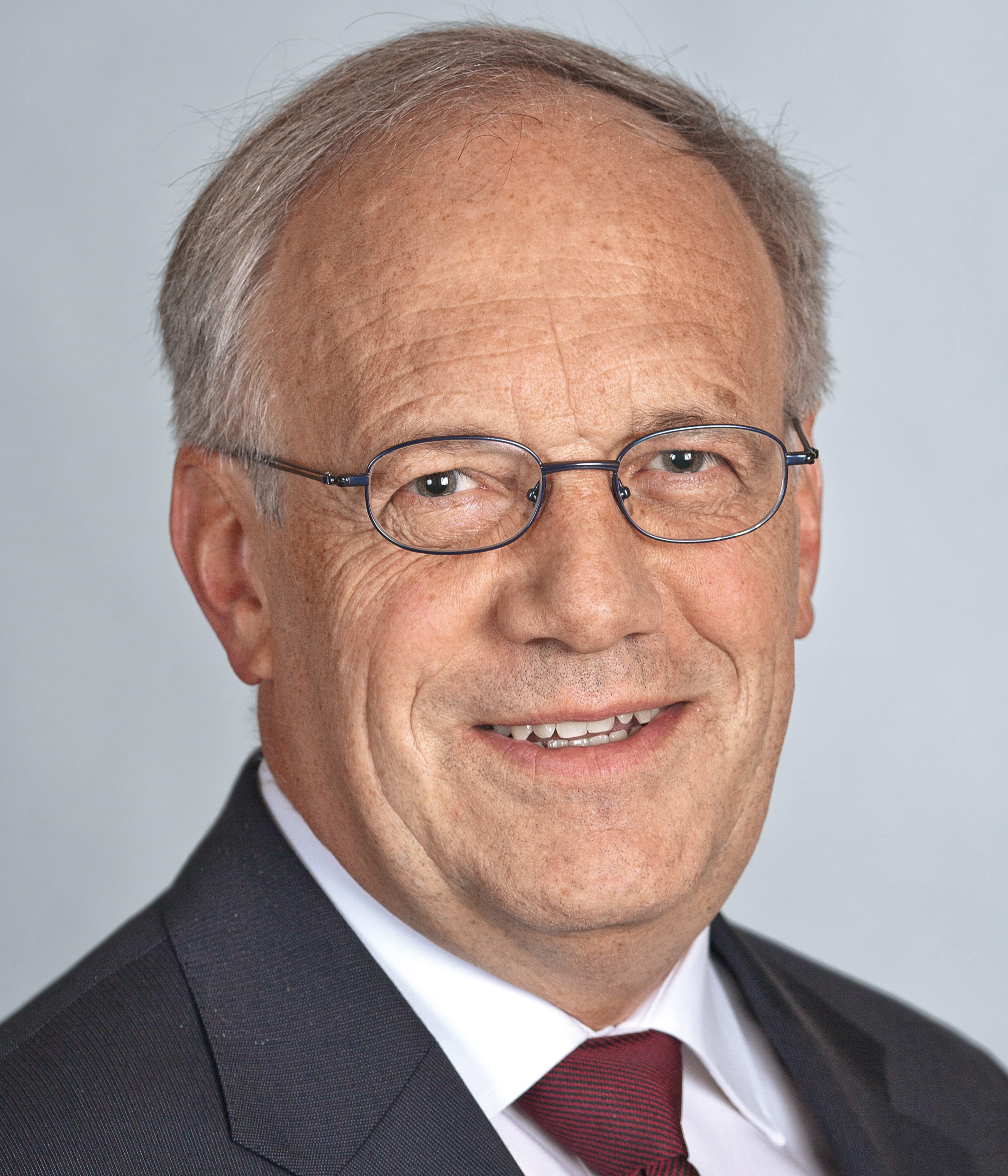
Johann Schneider-Ammann, ministre de tutelle de Leu lors de son détachement au SECO.

Dès septembre 2013, elle est détachée du DFAE pour quatre ans auprès du Secrétariat d'État à l'économie (SECO) comme déléguée du Conseil fédéral pour les accords commerciaux, et cheffe de la Direction des affaires économiques extérieures. Dans son portefeuille se retrouve en conséquence le contrôle des exportations de matériel de guerre. Elle est aussi dans cette fonction responsable des questions économiques bilatérales de la Suisse et accompagne son chef de département, Johann Schneider-Ammann, lors de ses déplacements à l'étranger.
En 2015, elle intervient auprès du gouvernement colombien dans le cadre d'un conflit de brevet de médicament contre la leucémie (le Glivec) avec Novartis, basée à Bâle, ce qui vaut à Leu Agosti des critiques de la part d'ONG, dont la Déclaration de Berne,.

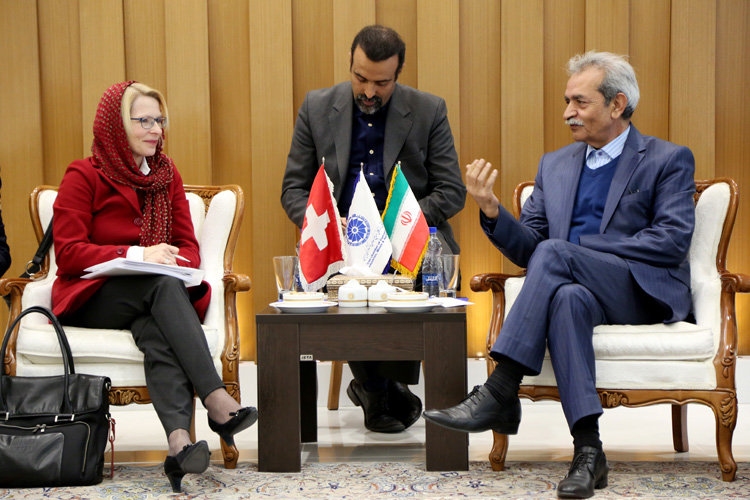
Leu avec Gholam-Hossein Shafei, président de la chambre iranienne du commerce, de l'industrie, des mines et de l'agriculture, en décembre 2016.

Dans le cadre de ce mandat de déléguée du Conseil fédéral, Leu dirige le voyage d'une délégation de l'économie suisse en Iran en 2015, premier de ce genre depuis dix ans. Leu qualifie cette mission de « fact-finding » (comprendre la situation sur le terrain et identifier les conditions-cadres). Selon la RTS en juillet 2016, le marché iranien ne devient pas l'« eldorado » espéré, ce que Leu relativise, en indiquant notamment que la Suisse et la qualité des produits suisses jouissent d'une bonne réputation en Iran,. En mars 2018, Leu considère que les relations économiques avec l'Iran se trouvent « dans un trend positif », même si l'Iran n'est pas membre de l'Organisation mondiale du commerce.
En août 2016, Leu Agosti considère que la Suisse devrait intensifier son partenariat économique avec la Russie, malgré le contexte des sanctions économiques contre Moscou (imposées par l'Union européenne, mais non reprises par la Suisse). Dans ce contexte, le président de la Douma d'État Viatcheslav Volodine (considéré comme persona non grata sur le territoire européen) effectue une visite en Suisse en février 2018 auprès de Dominique de Buman, alors président du Conseil national. Leu réfute que la Suisse applique des sanctions « à la carte », car le Conseil fédéral n'est pas obligé de reprendre les sanctions prises unilatéralement par l'Union européenne, ce qui est critiqué par le Contrôle parlementaire de l'administration,.

### Ambassadrice de Suisse en France
Le Conseil fédéral nomme Leu en octobre 2017 pour être ambassadrice en France et à Monaco. En septembre 2018, elle prend ses fonctions en tant que cheffe de mission à Paris, devenant la première femme à occuper ce poste. Avec cette nomination, les ambassades suisses à Paris, Berlin et Rome (soit trois des quatre représentations diplomatiques avec des États frontaliers) sont dirigées par des femmes, alors que la Suisse compte 30 femmes ambassadrices pour 125 ambassadeurs. Elle est en fonction depuis peu de temps lorsqu'Alain Berset, alors président de la Confédération, effectue une visite officielle en France.
La France étant membre de l'Union européenne, une des missions de Leu Agosti est de faire comprendre la position du Conseil fédéral sur la question européenne.

### Secrétaire d'État

#### Candidate potentielle en 2016
Le nom de Leu est mentionné dans la liste des successeurs potentiels d'Yves Rossier au poste de secrétaire d'État en 2016, tout comme celui de Roberto Balzaretti. Sa candidature est écartée au profit d'une autre femme, Pascale Baeriswyl, première femme à superviser les diplomates suisses,.

#### Politique européenne à un tournant
La nomination de Leu doit être mise en contexte, en particulier sur le plan politique interne et externe de la Suisse. Le gouvernement cherche depuis 2013 à conclure un accord institutionnel avec l'Union européenne pour codifier leurs rapports. Une initiative populaire risque de mettre à mal cet accord institutionnel, à savoir l'initiative populaire « Pour une immigration modérée », qui vise à résilier l'accord de libre-circulation avec l'Union européenne. Le Conseil fédéral considère toutefois qu'elle « met en péril la voie bilatérale poursuivie par la Suisse ». L'initiative est finalement rejetée le 27 septembre 2020 par 59,49 % des voix et 17 cantons et cinq demi-cantons.

#### Réorganisation du DFAE et luttes de pouvoir

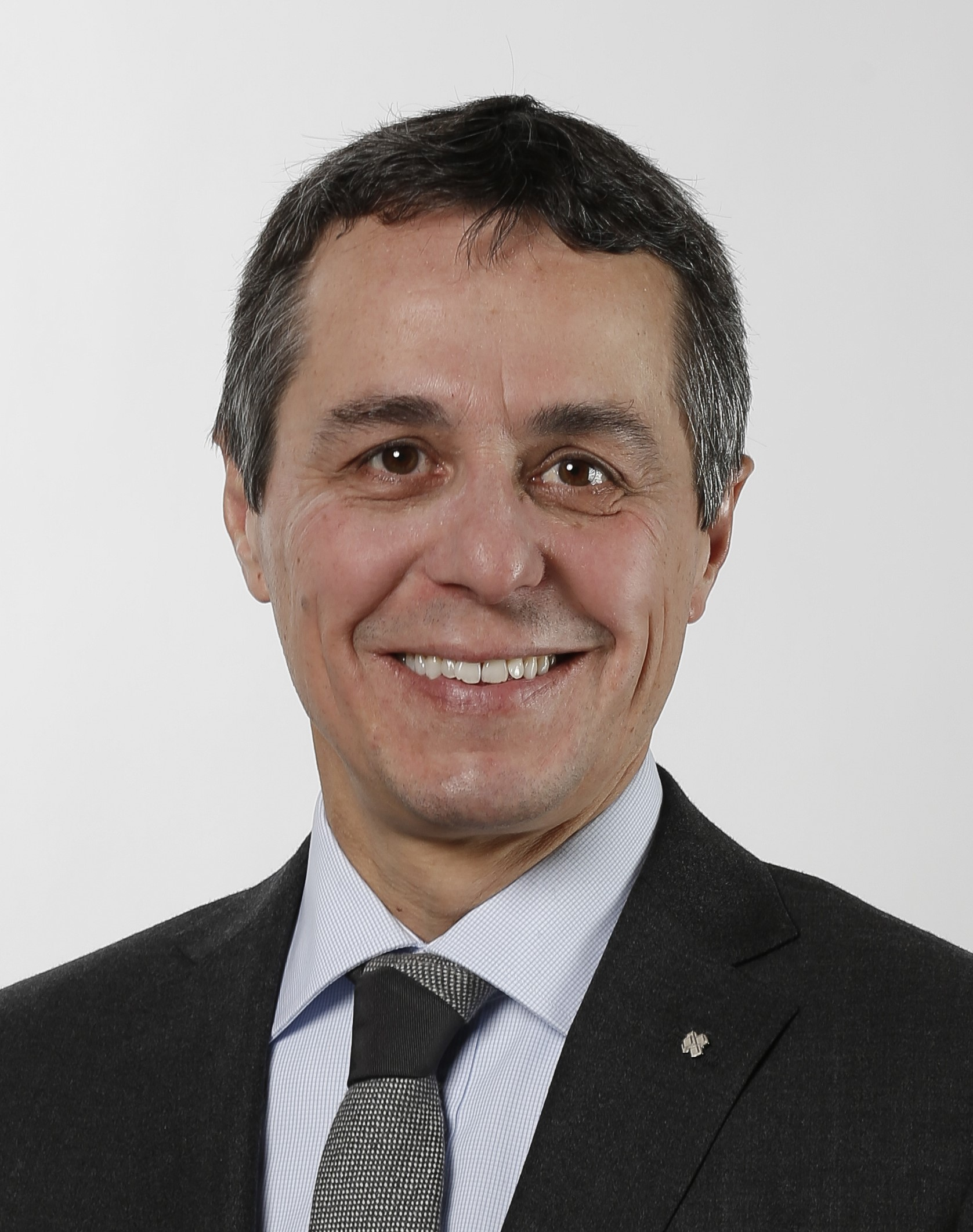
Ignazio Cassis, conseiller fédéral et chef du DFAE lors de la nomination de Leu au poste de secrétaire d'État et cheffe des négociations avec l'Union européenne.

D'un point de vue organisationnel, le personnel diplomatique suisse est divisé en deux en 2018. Le Secrétariat d'État (SEE), dirigé par Baeriswyl, est compétent pour les relations bilatérales avec l'étranger, à l'exception des États membres de l'Union européenne et des rapports avec l'UE. La Direction des affaires européennes (DAE), dirigée par Roberto Balzaretti, est responsable des rapports bilatéraux avec chacun des vingt-sept États membres et avec les instances européennes (et donc des négociations sur l'accord institutionnel),.

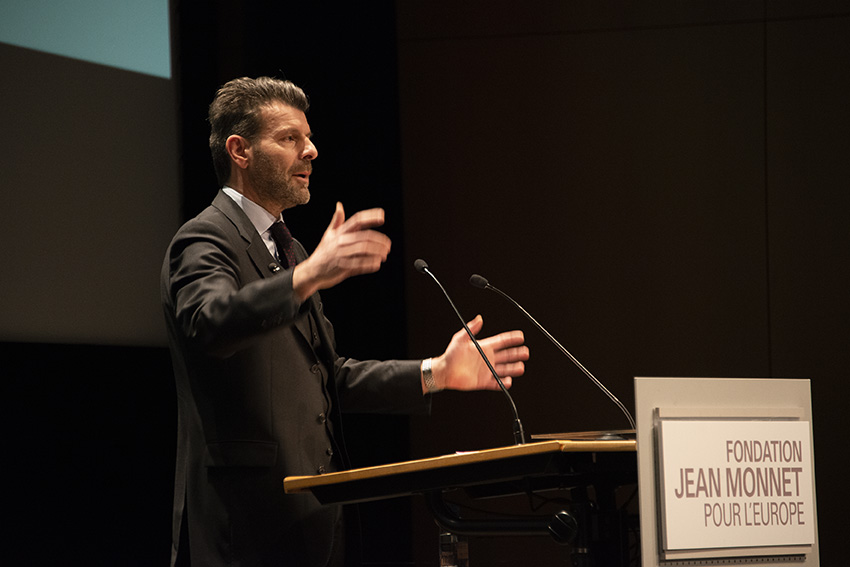
Roberto Balzaretti, chef de la Direction des affaires européennes et concurrent principal de Leu pour être à la tête du Secrétariat d'État du DFAE.

Balzaretti est considéré comme proche de Cassis, à cause de leur langue (l'italien) et leur canton d'origine (le Tessin) en commun ; une certaine harmonie règne également entre les deux hommes. Après avoir été chef de la mission suisse auprès de l'Union européenne de 2013 à 2018, Balzaretti est considéré comme l'un des diplomates les plus compétents sur la question européenne, et il est donc pressenti pour prendre la direction d'un nouveau « super Secrétariat d'État ». Toutefois il ne fait pas l'unanimité au sein de la classe politique suisse, car le projet d'accord institutionnel qu'il soumet au Conseil fédéral n'est pas susceptible d'obtenir une majorité politique au Parlement.

#### Nomination au Secrétariat d'État du DFAE
Plusieurs noms sont mentionnés par la presse en septembre 2020 pour la succession de Krystyna Marty Lang (qui a remplacé ad interim Pascale Baeriswyl), dont ceux de Balzaretti et Leu.
Avant même que le Conseil fédéral ne tienne séance ou communique en la matière, le Tages-Anzeiger révèle le mardi 13 octobre 2020 que Cassis prévoit d'abandonner la nomination de Balzaretti (le journal parle de « sacrifice »), ce qui rend Leu la « Kronfavoritin » (litt., « favorite pour la couronne ») pour prendre la tête du Secrétariat d'État. L'information est confirmée dans l'édition papier de la NZZ au matin du mercredi 14 octobre 2020, jour où le Conseil fédéral se réunit pour décider sur ce dossier.
Le 14 octobre 2020, le Conseil fédéral annonce en conférence de presse qu'il élève Leu au rang de secrétaire d'État (alors qu'elle est toujours en poste à Paris), et la nomme à la tête de la Direction des affaires européennes avec effet immédiat, ainsi que négociatrice en chef pour les négociations avec l'Union européenne. Balzaretti est donc écarté du poste et nommé remplaçant de Leu à l'ambassade de Suisse en France. Le même jour, le Conseil fédéral approuve les changements structurels dans le département, à savoir l'incorporation de la Direction des affaires européennes au sein du Secrétariat d'État à partir du 1er janvier 2021. Cassis admet en conférence de presse être allé chercher personnellement Leu pour reprendre le poste de secrétaire d'État au détour d'une visite auprès de son homologue français, Jean-Yves Le Drian. Dans une interview pour NZZ, le conseiller fédéral tessinois définit la diplomate comme ayant une « personnalité solide, expérimentée et tranquille ».
Leu est la cinquième personne nommée à la tête de l'équipe de négociations avec l'Union européenne (après Yves Rossier, Jacques de Watteville, Pascale Baeriswyl et Roberto Balzaretti). À la suite de cette nomination, le journal Le Temps définit Leu comme « femme providentielle », une « personnalité consensuelle que tous les partis ont bien accueilli ». Le conseiller national libéral-radical Damien Cottier, ancien diplomate et ancien collaborateur personnel de Didier Burkhalter, considère toutefois que la nomination ne change « rien sur le fond du dossier » ; Roger Nordmann, chef du groupe socialiste aux Chambres, se montre plus positif en voyant en Leu un « nouveau sherpa ». La Tribune de Genève considère que le Conseil fédéral impose une « vice-ministre à Ignazio Cassis » en nommant Leu, qui devient « Madame Europe » au DFAE. Selon l'Agence télégraphique suisse, le PLR, l'UDC et le PDC saluent également sa nomination. Le politologue Klaus Armingeon déclare toutefois, aux microphones de la télévision alémanique SRF, que Berne ne doit pas se faire d'illusions avec la nomination de Leu, car la situation diplomatique avec l'Union européenne reste bloquée au niveau de l'accord institutionnel.

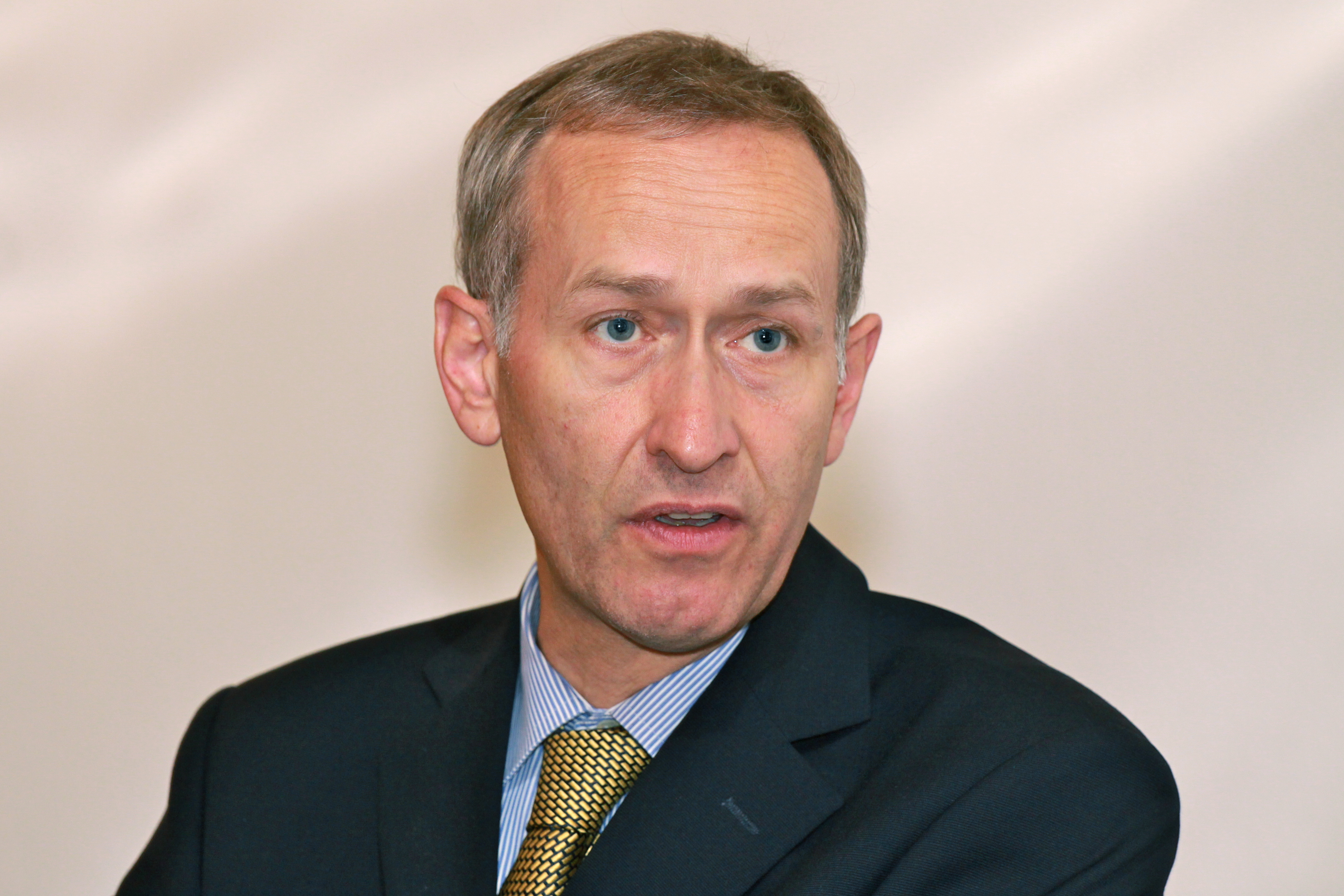
Michael Ambühl, secrétaire d'État au DFAE de 2005 à 2010.

Le journaliste Henry Habegger (écrivant pour CH Media) parle d'un putsch des retraités en lien avec cette nomination. Selon sa théorie, la nomination aurait été poussée par l'ancien conseiller fédéral Schneider-Ammann, chef du Département fédéral de l'économie alors que Leu est déléguée du Conseil fédéral pour les accords commerciaux, et par Michael Ambühl, secrétaire d'État au DFAE de 2005 à 2010 (prédécesseur d'Yves Rossier) et négociateur des bilatérales II. Toujours selon CH-Media, les hostilités auraient commencé avec un article d'opinion de Schneider-Ammann dans la NZZ en septembre 2020, où il critique de manière véhémente le projet d'accord institutionnel. Le journaliste de CH Media affirme qu'Ambühl serait le véritable auteur de l'article. Ce texte a pour but de faire pression sur Cassis afin que le Tessinois ne nomme pas Balzaretti secrétaire d'État, car sa personne et son résultat de négociation, à savoir le projet d'accord institutionnel, ne sont plus acceptés politiquement. Selon Weltwoche, une « unheilige Allianz » (« alliance contre-nature ») aurait permis la nomination de Leu, à savoir les voix combinées de Karin Keller-Sutter (libérale-radicale), de Ueli Maurer (UDC), d'Alain Berset et de Simonetta Sommaruga (tous deux socialistes), contre le choix personnel de Cassis, qui préférait Balzaretti.
Elle démissionne à la fin août 2023 pour devenir ambassadrice à Berlin à partir du 1er novembre 2023.

#### Activités en tant que secrétaire d'État
Sur la question européenne, Leu est secondée par Rita Adam, jusque-là ambassadrice de Suisse à Rome, qui devient en novembre 2020 cheffe de mission à Bruxelles.
La défense de la candidature de la Suisse au Conseil de sécurité de l'ONU compte parmi les autres dossiers importants de politique étrangère sur le bureau de Leu, que Baeriswyl, cheffe de mission à New York, présente à la fin octobre 2020.
Le 1er janvier 2021, la Direction des affaires européennes fusionne avec la Direction politique au sein du Secrétariat d'État. Leu change également de fonction, en devenant secrétaire d'État.

## Vie privée
Leu Agosti est mariée au Suisse Donat Agosti, un docteur en sciences naturelles, spécialiste des fourmis, ayant travaillé entre autres pour l'EPFZ, et le musée d'histoire naturelle de Berne,. Ils se sont rencontrés à New York alors que Leu y était en poste. Elle a deux enfants, parlant couramment le farsi. Elle a également un frère.
Elle ne se définit pas comme féministe et n'est pas en faveur des quotas de femmes instaurés par son ancienne cheffe, Micheline Calmy-Rey. Dans une interview à swissinfo.ch, Leu affirme préférer le titre d'ambassadrice à celui d'ambassadeur.
Elle a une passion pour les tortues, découverte en Iran.

## Publications
- Livia Leu Agosti, « Du mandat suisse de puissance protectrice des États-Unis en Iran », Politorbis, no 65 « La diplomatie suisse en action pour protéger des intérêts étrangers »,‎ 2014, p. 17-20 (lire en ligne [PDF]).